# جورجي هريستوف
جورجي هريستوف هو لاعب كرة قدم بلغاري في مركز حراسة المرمى، ولد في 6 فبراير 1978 في بلغاريا. لعب مع فيهرين ساندانسكي ولودوغورتس رازغراد.

## وصلات خارجية
- جورجي هريستوف على موقع قاعدة بيانات كرة القدم.إي يو (الإنجليزية)